# Войт, Елена Сергеевна
Елена Сергеевна Войт (27 января 1916, Российская империя — 13 сентября 1997, Москва) — советская спортсменка, мастер спорта СССР по волейболу (1938), баскетболу (1946), лёгкой атлетике (1940), заслуженный мастер спорта СССР по баскетболу (1953), кандидат технических наук (1952), доцент (1960), профессор (1990).

## Биография

### Спортивная карьера
Выступала за команду Московского авиационного института (МАИ), сборную команду Москвы по волейболу, команды Локомотив и ЦДКА.
Чемпионка СССР по волейболу (1933 и 1936 годы в составе сборной Москвы, 1939 и 1945 годов в составе Локомотива. Также получала серебряные медали чемпионатов СССР по волейболу (1938 года в команде ЦДКА и 1940 года в команде Локомотив)
.
Чемпионка СССР по баскетболу (1946 года в команде МАИ и 1951 года), чемпионка ВЦСПС, серебряная медаль чемпионата СССР по лёгкой атлетике в прыжках в высоту с разбега (1943).
С 1942 по 1945 годы вела тренерскую работу по волейболу и баскетболу. С началом войны занятия спортом прервались.

### Научная и преподавательская деятельность
Войт совмещала в своей жизни спорт с занятием наукой и преподавательской деятельностью. В 1941 году окончила МАИ с рекомендацией «оставить в аспирантуре». Однако, как и спортивные занятия, учёба в аспирантуре стала возможной только по окончании войны в 1945 году.
Вела научно-исследовательскую работу, руководила научным кружком, работала заместителем заведующего кафедрой «Проектирование и конструкции самолётов» МАИ. В августе 1952 года защитила диссертацию на соискание учёной степени кандидата технических наук.
В второй половине 1950-х годов участвовала в разработке и испытаниях учебно-тренировочного планёра МАИ-56, которым заинтересовался известный авиаконструктор А. С. Яковлев, утвердивший акт испытаний планёра.
13 февраля 1960 года Войт утверждена в учёном звании доцента по кафедре «Проектирования и конструкции самолётов» МАИ, а 17 апреля 1990 года ей было присвоено звание профессора по этой кафедре.

### Смерть
Елена Сергеевна Войт умерла 13 сентября 1997 года в Москве, она похоронена на Донском кладбище в семейной могиле, где похоронены также её родители, сестра и брат.

### Семья
Елена была первым ребёнком в семье С. С. Войта и Е. А. Войт (до брака — Войниковой). Её сестра Татьяна родилась в 1917 году, умерла в 1935 году от осложнений, связанных со скарлатиной.
Единственный брак Елены Сергеевны оказался коротким и неудачным, впоследствии она всегда жила с семьёй брата С. С. Войта, участвовала в воспитании племянниц, а позже и внуков.

## Награды и звания
- Мастер спорта СССР по волейболу (1938),  лёгкой атлетике (1940) и баскетболу (1946)[2]
- Заслуженный мастер спорта СССР по баскетболу (1953)[2]
- Орден «Знак Почёта», медали[2]
- Премия имени 25-летия МАИ (1989)[7][2]